# Дрэгушин, Раду
Ра́ду Ма́тей Дрэ́гушин (рум. Radu Matei Drăgușin; род. 3 февраля 2002, Бухарест) — румынский футболист, защитник клуба «Тоттенхэм Хотспур» и сборной Румынии. Участник чемпионата Европы 2024.

## Футбольная карьера
Раду — воспитанник клуба «Регал Букурести», являющегося филиалом мадридского «Атлетико» в Румынии. В 2018 году перебрался в академию «Ювентуса», который заплатил за него 250 тыс. евро. В сезоне 2019/2020 дебютировал в молодёжной команде, провёл три матча. Участвовал в Юношеской лиге УЕФА, провёл в турнире 5 встреч. В сезоне 2020/2021 впервые был вызван в основную команду. 8 ноября 2020 года впервые попал в заявку на поединок против «Лацио», однако остался в запасе. 2 декабря 2020 года дебютировал за «Ювентус» в поединке Лиги Чемпионов против киевского «Динамо», выйдя на поле на замену на 69-й минуте вместо Мериха Демирала.
Выступал за юношеские сборные Румынии всех возрастов. Ныне игрок молодёжной сборной страны. 4 сентября 2020 года дебютировал за неё в поединке отборочного этапа к молодёжному чемпионату Европы 2021 года против сверстников из Финляндии.
14 июля 2022 года клуб «Дженоа» объявил о переходе Дрэгушина на правах аренды до конца июня 2023 года.
11 января 2024 года перешёл в «Тоттенхэм Хотспур».

## Достижения
«Тоттенхэм Хотспур»
- Победитель Лиги Европы УЕФА: 2024/25